# Steen (Minnesota)
Steen és una població dels Estats Units a l'estat de Minnesota. Segons el cens del 2000 tenia 182 habitants.

## Demografia
Segons el cens del 2000, Steen tenia 182 habitants, 69 habitatges, i 46 famílies. La densitat de població era de 167,3 habitants per km².
Dels 69 habitatges en un 39,1% hi vivien nens de menys de 18 anys, en un 58% hi vivien parelles casades, en un 5,8% dones solteres, i en un 31,9% no eren unitats familiars. En el 27,5% dels habitatges hi vivien persones soles el 18,8% de les quals corresponia a persones de 65 anys o més que vivien soles. El nombre mitjà de persones vivint en cada habitatge era de 2,64 i el nombre mitjà de persones que vivien en cada família era de 3,32.
Per edats la població es repartia de la següent manera: un 32,4% tenia menys de 18 anys, un 8,8% entre 18 i 24, un 26,4% entre 25 i 44, un 14,8% de 45 a 60 i un 17,6% 65 anys o més.
L'edat mediana era de 30 anys. Per cada 100 dones de 18 o més anys hi havia 95,2 homes.
La renda mediana per habitatge era de 36.875 $ i la renda mediana per família de 43.125 $. Els homes tenien una renda mediana de 31.750 $ mentre que les dones 21.250 $. La renda per capita de la població era de 15.531 $. Cap de les famílies i el 2,4% de la població estaven per davall del llindar de pobresa.

## Poblacions més properes
El següent diagrama mostra les poblacions més properes.